# Amadinda
Die Amadinda (seltener auch Madinda) ist ein Holmxylophon mit zwölf hölzernen Klangplatten, das im Königreich Buganda heimisch ist, einer Provinz Ugandas – vor allem am Königshof, aber auch in den Haushalten einflussreicher und wohlhabender Ganda. Das Instrument ist in einer „temperierten Pentatonik“ gestimmt.
Das Holz für die Klangplatten stammt vom Insambya-Baum (Markhamia platycalyx bzw. lutea). Mittig in ihren Unterseiten befinden sich in der Regel Höhlungen, die beim Stimmen der Platten entstehen. Als Unterbau des Instruments dienen meist zwei Bananenstämme. Die Klangplatten liegen quer darüber und werden von kleinen Ästen voneinander getrennt, die in den Bananenstämmen stecken.
Für die unbegleitet erklingende Amadinda sind zahlreiche Kompositionen überliefert, die traditionell von drei Spielern ausgeführt werden; jeder von ihnen hat zwei Schlägel. Zwei der Musiker sitzen einander gegenüber an den Längsseiten des Instruments und spielen jeweils Tonfolgen in parallelen Oktaven. Das Zusammenspiel ist jedoch reißverschlussartig versetzt, wobei jeder Spieler empfindet, dass die eigenen Töne „auf den Schlag“ fallen. Die Musik basiert also weder auf einem gemeinsamen Takt noch auf einem gemeinsamen Beat. Der Part des dritten Musikers beschränkt sich auf das Spiel der beiden obersten Platten, der amakoonezi.

## Diskographische Hinweise
- Evaristo Muyinda: Music of the Baganda (Pan, 1991).